# Kunje (Bar)
Pour les articles homonymes, voir Kunje.
Kunje (en serbe cyrillique : Куње) est un village du sud du Monténégro, dans la municipalité de Bar.

## Démographie

### Évolution historique de la population
| 1948 | 1953 | 1961 | 1971 | 1981 | 1991 | 2003 |
| ---- | ---- | ---- | ---- | ---- | ---- | ---- |
| 427  | 407  | 453  | 488  | 493  | 337  | 469  |